# The Simpsons (sæson 18)
Den attende sæson af tv-serien The Simpsons blev sendt på dansk tv for første gang i 2007.

## Afsnit

### The Mook, the Chef, the Wife and Her Homer
Lisa bliver venner med Fat Tonys søn, og overbeviser han om at han skal blive kok, hun presser han til at sige det mens Fat Tony holder møde med byens andre mafiosoer. på grund af det vælger de at prøve at dræbe Fat Tony, men de formår kun at såre ham.
mens Fat Tony er på hospitalet hjælper Homer og Bart til i "Waste-manage" firmaet...

### Jazzy and the Pussycats
Bart bliver mere og mere umulig. 
Og efter en katastrofal (og MEGET underholdende) gudstjeneste tager Homer & Marge til psykolog med Bart. Pædagogiske Homer kræver med det samme piller til drengen så de kan komme hjem, men psykologen finder til alles store overraskelse et trommesæt frem, der skal hjælpe med at få Bart til at afreagere og koncentrere sig.
Bart finder hurtigt trommesættet interessant og begynder straks at udvikle sig, hvilket giver meget lidt nattero i huset.
Homer & Marge spørger Lisa til råds og hun tager Bart med på Jazz-bar, her jammer de sammen da Lisa pludselig opdager en kendt jazz-duo kigge efter hende, hun gør sig bemærket og bliver efter jammeriet kontaktet af duoen ved et af bordene.
Dog bliver hun til sin store overraskelse droppet til fordel for Bart, der får øjeblikkelig succes.
Men Barts succes kan Lisa ikke nyde, så Marge tilbyder hende en hundehvalp som kompensation.
Lisa finder hurtigt to hunde, men tager kun den ene hjem, og da hun senere på natten bliver vækket af den fravalgte hunds spøgelse beslutter hun sig at tage den fravalgte hund plus lidt mere hjem.
Dette resulterer i en ren dyre-march der indbefatter elefanter mm.
Bart opdager alle dyrene og så sker det der ikke må ske.
Bart bliver bidt i armen af en tiger og kan ikke spille trommer mere.
Jazz duoen arrangerer hurtigt en støtte-koncert til en meget operation af armen, men Bart følger sit hjerte og giver samtlige penge til en park for fravalgte dyr i Lisas navn..
The White Stripes er i afsnittet med i en enkelt scene sammen med Bart,

### Please Homer, Don't Hammer 'Em...
Tekst mangler, hjælp os med at skrive teksten

### Marge Gamer
Til et forældremøde på skolen indsamler de e-mailadresser fra de voksne, og Marge har selvfølgelig ikke nogen. Da hun har fået en email, går hun på internetsurfing. Samtidig Bliver Homer fodbolddommer, da Lisa begynder at spille det. Marge venter på beskeder i sin indbakke, men da hun klikker opdater skifter, kun bannerreklamen. Hun ser Earthland Realms og begynder at spille det. Senere bliver hun afhængig af spillet. Lisa bliver afsløret af Ronaldinio til fodbold for at påstå falske skader.
Gæstestjerner: Ronaldinio